# Handball-Oberliga Baden-Württemberg der Frauen 2013/14
Die Handball-Oberliga Baden-Württemberg der Frauen 2013/14 wird unter dem Dach der Handballverbände Baden, Südbaden und Württemberg organisiert und ist die höchste Spielklasse des Verbundes. Die Oberliga – BW  ist nach der Bundesliga, der 2. Bundesliga und der 3. Liga eine der vierthöchsten Spielklassen im deutschen Handball.

## Saisonverlauf
Die Handball-Oberliga Baden-Württemberg der Frauen 2013/14 war die vierzehnte Ausspielung dieser Handballliga.

### Modus
Dreizehn Mannschaften spielten eine Vor- und Rückrunde. Nach Abschluss der daraus resultierenden Spieltage sind Meister und Vizemeister in die 3. Liga aufgestiegen und die letzten drei Mannschaften in die Verbandsligen abgestiegen.

## Teilnehmer
Nicht mehr dabei waren die Auf- und Absteiger der Vorsaison. Neu hinzukamen die Absteiger (A) der 3. Liga und die Aufsteiger (N) aus den Verbandsligen.

Handballverband Baden

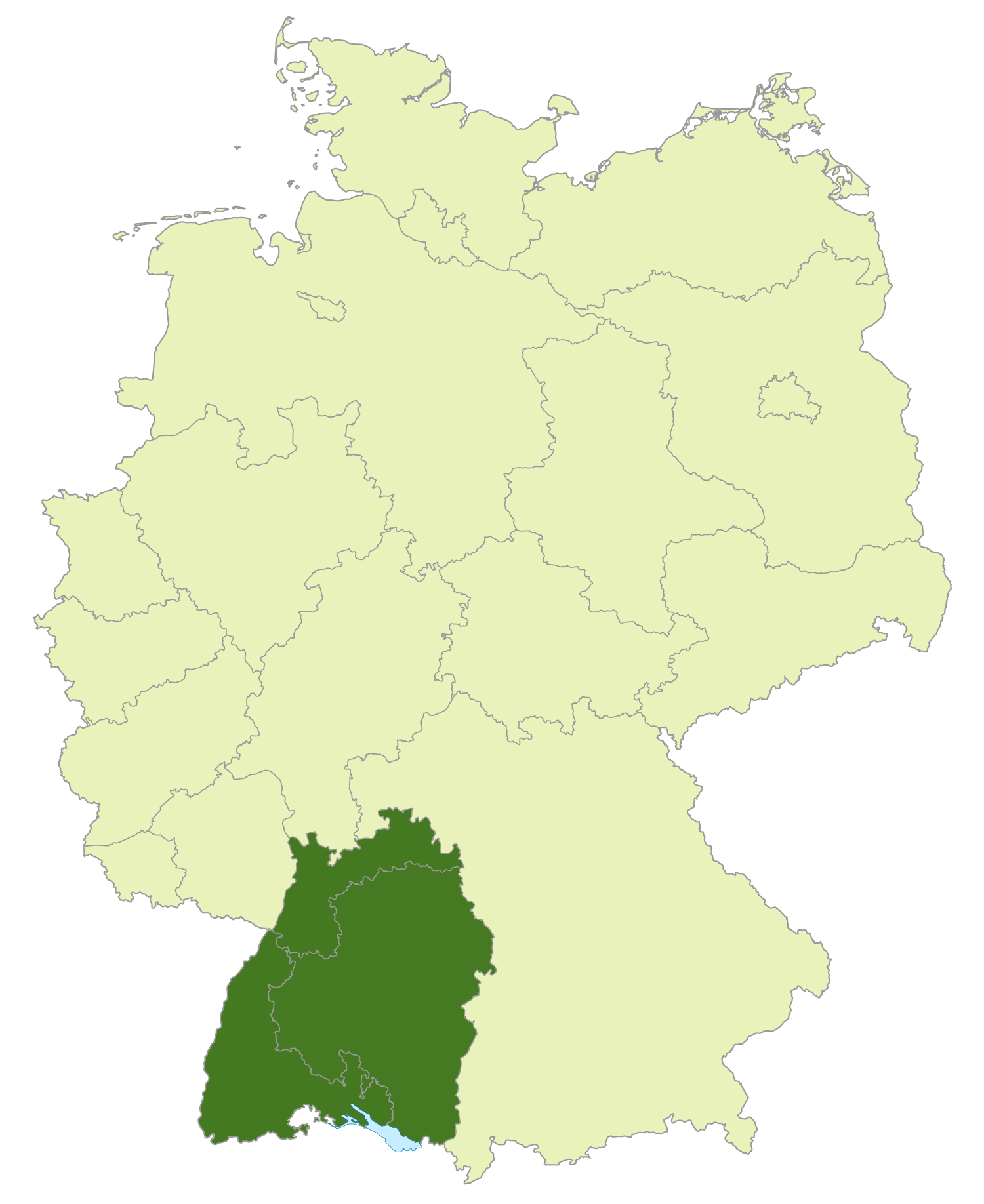
Bereich Handball-Oberliga
Baden-Württemberg

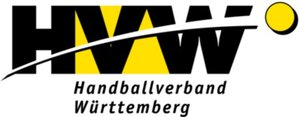
Handballverband Württemberg

### Abschlussplatzierungen
|  1. SG Nußloch (N)  2. SG BBM Bietigheim II (N) - 3. WSG Eningen/Pfullingen - 4. HSG St. Leon/Reilingen (N) - 5. HSG Deizisau/Denkendorf - 6. TV Lahr 1846 - 7. HC Wernau (N) - 8. HSG Mannheim - 9. TS Ottersweier - 10 TSV Germania Malsch  11 TV Pflugfelden  12 SG Muggensturm/Kupp. (N)  13 SV Allensbach II (R) |

(A) = Absteiger aus der 3. Liga (N) = neu in der Liga (R) = Rückzug
  Meister und Aufsteiger zur 3. Liga 2014/15
 Aufsteiger zur 3. Liga 2014/15
- Für die Oberliga 2014/15 qualifiziert